# 杨沛
杨沛（2世紀—220年代），字孔渠，冯翊郡万年（今陕西省西安市临潼区北）人，東漢末年至三國時期曹魏官員。

## 生平
初平時期为公府令史，後來轉任新郑县长。興平末年一次發生飢荒，楊沛當時有儲蓄了乾椹、䝁豆千餘斛救濟民眾。正好曹操帶著千餘人去洛陽迎接漢獻帝，途中缺乏糧食，賴得楊沛積蓄才得解決問題。

### 嚴令正直
曹操掌權時，擢升楊沛為長社令，他不畏豪强，曹操堂弟曹洪的门客不服征调，楊沛將他腳打斷，再將他诛杀，得到曹操赞赏。因此擔任過九江、東平、樂安太守都有政績。楊沛一次和督軍爭執，被罰髡刑五年，剛好曹操在譙郡準備出征，聽到很多人無視鄴縣所出的禁令，法纪松弛，想委任楊沛為鄴令，於是問楊沛如何治理鄴，楊沛說：「竭盡心力，奉宣科法。」曹操滿意，也評價楊沛：「全部人，這楊沛相當可怕呀！」
之後楊沛去到鄴，军中豪强曹洪、刘勋对杨沛十分畏惧，警告子弟不得犯法，后来杨沛因為政績改任護羌都尉。之後馬超等人反抗曹操，楊沛也隨著征伐，督戰孟津，這時候曹操大軍已經過去南岸，其他將員都還沒渡過，其中有位中黃門到了南岸，由於忘了帶行軒，想藉著吏官行小船自行北渡，而吏官不給，因此起了爭執。楊沛就質問中黃門：「有沒有下令？」那位中黃門說沒有，因此楊沛大罵：「怎知道你還不是出逃的！」想要錘那个中黃門頭顱致死，於是叫人杖打，而中黃門脫逃後告訴曹操這事情，曹操說：「你當時不死就很幸運了。」因此楊沛的名聲顯盛。馬超等人被平定後，替代張既擔任京兆尹。

### 晚年貧寒
曹丕在位期間，儒雅文人都升官，而楊沛只能以議郎身份閒居，楊沛先前雖然擔任了幾次城守，都不計較私人利益，也不附權攀貴，因此退休後家裡也沒有多餘的積蓄，這時楊沛在家療養病情，向從役借居住宿，沒有聘請任何奴婢。之後買下河南幾陽亭二頓荒田自立更生，不過他家眷還是得捱過寒冷飢餓。楊沛病逝之後，鄉親民眾和故吏都為他殯葬。

## 軼事
楊沛在新鄭辦事時逢黃巾之亂，曾向解夢師周宣說自己在夢中聽到有人對他說：「八月一日曹公（曹操）會到來，交給你權杖，也贈送你藥酒喝。」因此周宣回答：「權杖代表著扶持弱者，藥能治人病，八月一日那時，黃巾賊就會被剿滅。」而黃巾軍果然在八月初一被剿滅。